# Кожушко Олександр Сергійович (старший солдат)
Олександр Сергійович Кожушко — старший солдат Збройних Сил України, учасник російсько-української війни, що загинув у ході російського вторгнення в Україну в 2022 році.

## Життєпис
Олександр Кожушко народився 12 січня 1998 року в селі Варварівка Близнюківського району (до 2020 року). Пізніше з родиною переїхав до сусіднього села Павлівка (з 2020 року — Близнюківської селищної територіальної громади) Лозівського району на Харківщині. Закінчив Верхньосамарську загальноосвітню школу. Потім навчався у Лозівському профтехучилищі та на заочному відділенні Лозівської філії авто-дорожнього технікуму. У 2018 році був призваний на строкову службу до лав Збройних сил України. З листопада 2021 року працював електромонтером розподільчих електричних мереж Добровільського УЕС. З початком повномасштабного російського вторгнення в Україну 24 лютого 2022 року був мобілізований до українського війська. Військову службу проходив у складі 92-ої окремої механізованої бригади ЗСУ. Загинув 23 квітня 2022 року разом із земляком Євгеном Андрієнком, що також служив у 92-ій окремій механізованій бригаді ЗСУ.

## Родина
У загиблого залишилися мама та сестра. Він був неодружений.

## Нагороди
- Орден «За мужність» III ступеня (2022, посмертно) — за особисту мужність і самовіддані дії, виявлені у захисті державного суверенітету та територіальної цілісності України, вірність військовій присязі[4].